# Concert Mayol
 (septembre 2019).
Si vous disposez d'ouvrages ou d'articles de référence ou si vous connaissez des sites web de qualité traitant du thème abordé ici, merci de compléter l'article en donnant les références utiles à sa vérifiabilité et en les liant à la section « Notes et références ».
Le Concert Mayol est un cabaret parisien, aujourd'hui disparu, qui était situé 10, rue de l'Échiquier dans le 10e arrondissement.

## Description
Ouvert  sur l'emplacement de l'ancien couvent des Filles-Dieu par MM. Fournier et Valentin sous le nom de Concert-Parisien, ce café-concert voit défiler les vedettes de l'époque : Paulus en 1882 (direction Musleck) puis, à partir de 1894 sous la direction de Dorfeuil, Yvette Guilbert, Dranem, Max Dearly, etc. C'est là que Félix Mayol fait ses débuts parisiens le 1er mai 1895. L'entrée se fait alors par le 37, rue du Faubourg-Saint-Denis.

Différents spectacle au Concert Mayol
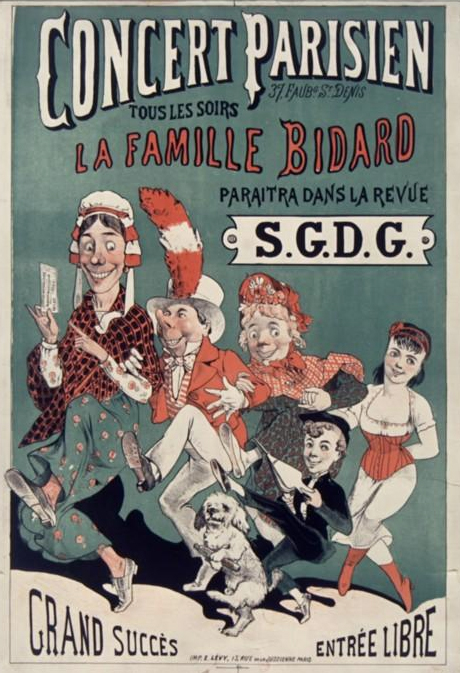
La famille Bidard (1880)
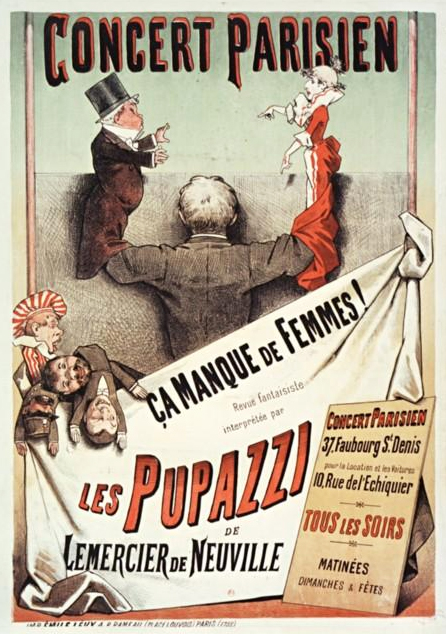
Ça manque de femmes ! spectacle avec les Pupazzi de Lemercier de Neuville (1884)
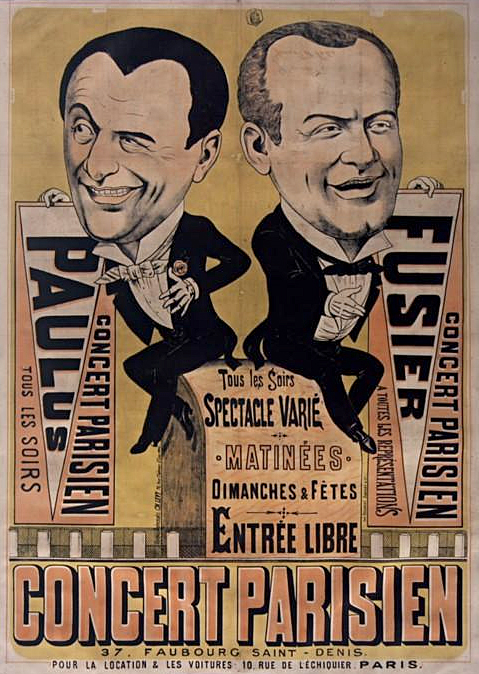
Paulus et Fusier (1885)
Yvette Guilbert (1900)

## Histoire

Mayol et sa troupe (affiche d'Adrien Barrère, 1915)

Devenu célèbre, Mayol rachète l'établissement en 1909 et lui donne le nom de Concert Mayol. Ayant déplacé l'entrée principale rue de l'Échiquier, il y produit des spectacles dont il est la vedette et en profite pour faire jouer des artistes amis comme Félicien Tramel mais également pour lancer à son tour de jeunes artistes parmi lesquels Valentin Sardou, Maurice Chevalier et Raimu.
Il cède la direction en 1914 à Oscar Dufrenne qui consacre le lieu au music-hall en montant, en collaboration avec Henri Varna, des revues à grand spectacle. S'y produisent Gina Palerme, Marie Dubas, Lucienne Boyer, Émile Audiffred, Gaby Montbreuse, Fernandel, Parisys, etc. Lui succède, en 1933, Saint-Granier qui, après des travaux de rénovation, y crée une opérette qui connait un grand succès, puis en 1934 ce sont André Denis et Paul Lefebvre qui se spécialisent dans les revues de « nu ». Après la Seconde Guerre mondiale, il ne retrouve plus son public et végète en présentant des spectacles de strip-tease jusqu'à sa fermeture définitive en 1979. En 1954 il est la scène du film policier  « Crime au concert Mayol » de Pierre Méré.

## Sources
- Félix Mayol, Mémoires (souvenirs racontés à Charles Cluny), Louis Querelle, Paris, 1929
- André Sallé, Philippe Chauveau, Music-hall et Café-concert, Bordas, Paris, 1985.
- François Caradec, Alain Weill, Le Café-concert (1848-1914), Fayard, Paris, 2007  (ISBN 978-2-213-63124-0)